# پانزدهمین جشنواره فیلم یوکوهاما
پانزدهمین جشنواره فیلم یوکوهاما (به ژاپنی: 第15回ヨコハマ映画祭) پانزدهمین دورهٔ جشنواره فیلم یوکوهاما است که در تاریخ ۱۳ فوریه ۱۹۹۴ میلادی در شهر یوکوهاما، استان کاناگاوا کشور ژاپن برگزار شد.

## جوایز
- بهترین فیلم: Tsuki wa dotchi ni dete iru[۲]
- Best Film Score: Hajime Kaburagi – Gensen-Kan Shujin
- بهترین بازیگر جدید مرد: Goro Kishitani – Tsuki wa dotchi ni dete iru
- بهترین بازیگر نقش اول مرد: هیرویوکی سانادا – Bokura wa minna ikiteiru, Nemuranai machi – Shinjuku same, Yamai wa kikara: Byōin e ikō ۲
- بهترین بازیگر نقش اول زن: Isako Washio – Waga ai no uta – Taki Rentaro monogatari
- بهترین بازیگر جدید زن:
  - Kyōko Toyama – Kōkō kyōshi
  - توموکو تاباتا – Ohikkoshi
- بهترین بازیگر نقش مکمل مرد: ماساتو هاگی وارا – Kyōso tanjō, Tsuki wa dotchi ni dete iru, Gakko
- بهترین بازیگر نقش مکمل زن:
  - Kaoru Mizuki – Gensen-Kan Shujin
  - روبی مورنو – Tsuki wa dotchi ni dete iru
- بهترین کارگردان: یویچی سای – Tsuki wa dotchi ni dete iru
- بهترین کارگردان جدید: Toshihiro Tenma – Kyōso tanjō
- بهترین فیلمنامه: Nobuyuki Isshiki – Bokura wa minna ikiteiru, Yamai wa kikara: Byōin e ikō 2, Sotsugyo ryoko: Nihon kara kimashita
- بهترین فیلمبرداری: Junichi Fujisawa – Tsuki wa dotchi ni dete iru
- جایزهٔ ویژه: ترو آیشی – Gensen-Kan Shujin